# Кейлъб Фолоуил
Антъни Кейлъб Фолоуил (на английски: Anthony Caleb Followill, роден 14 януари, 1982 г.), по-известен като Кейлъб Фолоуил, е фронтменът и ритъм китаристът на спечелилата Грами американска музикална група Кингс ъф Лиън. Той е брат на Джаред и Нейтън и братовчед на водещия китарист Матю Фолоуил.

## Личен живот
Калеб е роден в семейството на Бети Ан и Айвън Лиън Фолоуил, който е евангелист, пътуващ из юга.
Калеб има връзка с 23-годишния американски модел Лили Алдридж, която се появява с него във видеото на сингъла им „Use Somebody“.
Калеб разби любимата си китара (Gibson ES-325), заради звукови проблеми на фестивал на 10 юли 2009 г.

## Влияние
Той се вдъхновява от уменията на Таунс ван Зант, Дейв Алвин, Роджър Милър, Пърл Джем и Рейдиохед, които често слуша.